# Котешов, Кирилл Владимирович
Котешов Кирилл Владимирович  — художник.

## Биография
Родился 28 декабря в 1983 в Кемерово. В 1999 – 2004 гг. учился в Кемеровском художественном училище на живописно-педагогическом отделении. В 2003 году был удостоен премии «Работа года» в категории «Молодые художники» от Кемеровского Союза художников. После окончания училища переехал в Санкт-Петербург. В 2010 году окончил Санкт-Петербургскую Государственную художественно-промышленную академию им.А.Л.Штиглица , факультет монументально-декоративного искусства, мастерская В.Г.Леканова Участник студии «Непокоренные» в Санкт-Петербурге. Учился вместе с Ильей Гапоновым , в тандеме с которым работает с 2006 года. Совместные работы Ильи Гапонова и Кирилла Котешова участвовали в международной ярмарке искусства Europe Art Fair 2009 (Женева, Швейцария). Художники представляли результаты своей совместной творческой деятельности на групповых выставках в России и Европе, в том числе на выставке работ победителей и участников Премии Кандинского 2009 в Лондоне (Великобритания). Персональные выставки тандема проходили в Москве, Санкт-Петербурге и Марселе (Франция).
Специфика картин, созданных тандемом Гапонов-Котешов, в первую очередь определяется необычным материалом. Кузбасслак — это каменноугольная смола, которым обычно покрывают подводные части судов. В творчестве художников он создает на полотне уникальную фактуру, а его генетическая связь с углем вступает в смысловые переклички с сюжетами картин
Сотрудничает с галереей «Триумф» (Москва). Работы находятся в коллекции музея Эрарта (Санкт-Петербург), частных собраниях.
Живет и работает в Санкт-Петербурге.

## Персональные выставки
2010
- “Столпотворение”, галерея Ателье № 2, Москва
- L'Exposition d'Ilya Gaponov & Kirill Koteshov. Maison du ventes Leclere. Марсель,Франция
- “Summer snow”, Maison du Loir-et-Cher, Блуа

2009
- Прощание. Илья Гапонов и Кирилл Котешов. Кемеровский областной музей изобразительных искусств. Кемерово, Россия

2008
- Пасхальный снег. Последний снег. Нежность. Пыль и снег. Галерея Глобус. Санкт-Петербург, Россия
- Три дня. Галерея Триумф. Москва
- "UNDER GROUND", Манеж, Малый зал, Санкт-Петербург, Россия
- "Положение" музей СПбГХПА, Санкт-Петербург, Россия

2007
- "Кузбасс параллельный", галерея Триумф, Москва, Россия

2006
- "Алтарь/Категория 5" Якут галерея, Москва, Россия
- "Синтетические культы" галерея Navicula Artis, Санкт-Петербург, Россия

## Групповые выставки
2015
- “ Россия .Реализм XXI век”, Государственный Русский музей, корпус Бенуа .Санкт-Петербург

2014
- “Актуальный рисунок”, Государственный Русский музей, Санкт-Петербург
- “Другая столица”,Музей Москвы, Москва
- Балтийская биеннале, Новый музей, Санкт-Петербург, Россия
- «Магнитное поле», в рамках параллельной программы биеннале «Манифеста 10», rizzordi art foundation, Санкт-Петербург, Россия
- «Строгость и красота», Ural Vision Gallery, Екатеринбург, Россия

2013
- ICONS. Креативное пространство Ткачи. Санкт-Петербург, Россия

2011
- “Врата и двери”, Государственный Русский музей, Санкт-Петербург

2010
- “Vive la jeune Garde”, Atelier du vent, Ренн,Франция
- Summer Snow. Maison du Loir et Cher. Блуа, Франция
- Герой нашего времени. Биеннале молодого искусства Стой! Кто идёт?Москва
- «Футорология», ЦСК Гараж, Москва;
- Выставка работ номинантов V всеросcийского ежегодного конкурса "Инновация"

2009
- Kandinsky Prize Exhibition. Louise Blouin Foundation. Лондон
- Красноярская музейная биеннале, Красноярск
- «ART-Завод 2009», Екатеринбург, Россия
- «Топология счастья», Историко-архитектурный музей «Царицыно», Москва, Россия
- «Русская красота», ГЦСИ,Москва
- Europe Art Fair 2009, Женева, Швейцария
- Art Basel Selection, Базель, Швейцария

2008
- "Дед Мороз живой", Галерея «Триумф», Москва;
- Премия Кандинского, Центральный Дом Художника, Москва;
- “Death.net”, Художественная галерея «Виктория», Самара;
- Галерея "White Space", Лондон
- ART Москва 2008, галерея «Триумф»
- «Память полей» лофт-проект «Этажи», Санкт-Петербург
- Фестиваль “Sneggary”, Кемерово

2007
- Галерея «Студии 2» центр современного искусства «Winery», Москва
- Самый-самый новый. Галерея Ателье №2. Москва
- Петербург 2006, ЦВЗ Манеж, Санкт-Петербург, Россия

2006
- ART-статус, фестиваль современного искусства, Кемерово;
- 1я Петербуржская бьеннале современного искусства, Санкт-Петербург, Россия

2005-2006
- "Nutcracker", зал Государственного театра Оперы и Балета Санкт-Петербургской консерватории

2002
- Работа года, Кемерово.

## Публикации
Фиатирский престол, Галерея Триумф, Москва, 2011 (каталог к выставке)
Футурология, Центр современной культуры "Гараж, 2010 (каталог к выставке)
Премия Кандинского, 2009 (каталог к выставке)
Три дня, Галерея Триумф, Москва, 2008 (каталог к выставке)